# Brandkogel
Le Brandkogel est une montagne qui s’élève à 2 676 m d’altitude dans les Alpes de l'Ötztal, en Autriche.